# NGC 3224
NGC 3224 est une galaxie elliptique située dans la constellation de la Machine pneumatique. NGC 3224 a été découverte par l'astronome britannique John Herschel en 1835.

## Caractéristiques
Sa vitesse par rapport au fond diffus cosmologique est de 3 409 ± 29 km/s, ce qui correspond à une distance de Hubble de 50,3 ± 3,6 Mpc (∼164 millions d'al).
À ce jour, une mesure non basée sur le décalage vers le rouge (redshift) donne une distance d'environ 36,700 Mpc (∼120 millions d'al). Cette valeur est à l'extérieur des valeurs de la distance de Hubble. Notons que c'est avec la valeur moyenne des mesures indépendantes, lorsqu'elles existent, que la base de données NASA/IPAC calcule le diamètre d'une galaxie et qu'en conséquence le diamètre de NGC 3224 pourrait être d'environ 42,9 kpc (∼140 000 al) si on utilisait la distance de Hubble pour le calculer.

## Groupe de NGC 3223
NGC 3224 est un membre de groupe de NGC 3223. Ce groupe de galaxies compte au moins 16 membres dont les galaxies du NGC 3223, NGC 3258, NGC 3268, NGC 3289, IC 2552, IC 2559 et IC 2560. Le groupe de NGC 3223 fait partie de l'amas de la Machine pneumatique (Abell S0636). Les galaxies du catalogue NGC et du catalogue IC de ce groupe sont les galaxies dominantes de l'amas de la Machine pneumatique.